# Coiba dentatus
Coiba dentatus är en stekelart som beskrevs av Marsh 1993. Coiba dentatus ingår i släktet Coiba och familjen bracksteklar. Inga underarter finns listade i Catalogue of Life.